# Geneviève Jeanson
Pour les articles homonymes, voir Jeanson.
Geneviève Jeanson, née le 29 août 1981 à Lachine, est une cycliste québécoise de la fin des années 1990 et début 2000.
Après son abandon de la compétition en 2006, puis son aveu de consommation illicite d'EPO en 2007 et un exil de plusieurs années hors du Québec (à Phoenix en Arizona, puis à San Diego, aux États-Unis), Geneviève Jeanson a choisi de revenir chez les siens, à Montréal, de terminer ses études collégiales et d'entrer à l'université (en 2014) en neurosciences.

## Affaires de dopage
La deuxième partie de sa carrière a été marquée par une succession d'affaires de dopage qui ont fini par la contraindre à se retirer prématurément.

### Championnats du monde
La première alerte a lieu en octobre 2003. Après avoir terminé cinquième de l'épreuve contre-la-montre des championnats du monde disputés à Hamilton (Ontario), Geneviève Jeanson s'apprête à disputer l'épreuve sur route lorsqu'elle apprend qu'un contrôle inopiné a décelé chez elle un hématocrite supérieur à la limite imposée par l'union cycliste internationale pour les femmes. Elle se voit donc interdire le départ de la course. 
Ce résultat ne constitue pas une preuve formelle de tricherie, mais fait immédiatement penser à un possible dopage à l'EPO qui a pour conséquence d'augmenter la production de globules rouges, et donc l'hématocrite. En réponse à ces soupçons, Geneviève Jeanson nie s'être dopée. Elle évoque comme possible explication à ses résultats sanguins anormaux son utilisation d'une « tente hypoxique », un dispositif qui permet de recréer artificiellement les conditions de la haute altitude, ce qui pousse le corps du sujet à produire plus d'hémoglobine et accroît ainsi son endurance. L'explication ne convainc pas totalement, notamment du fait des doutes exprimés par certains experts médicaux.
Comme c'est l'usage en pareil cas, la cycliste a été invitée après la découverte de ses paramètres sanguins à se soumettre à un contrôle antidopage complet. Le 23 octobre 2003, RONA, le commanditaire de son équipe, annonce dans un communiqué que le résultat du test est négatif. Geneviève Jeanson est donc officiellement blanchie. Toutefois, l'existence de produits dopants non détectables étant avérée, ce résultat ne dissipe que partiellement les soupçons qui pèsent sur elle. Ces doutes persistent d'autant plus que mise au défi par le journaliste Pierre Foglia de révéler la valeur précise de l'hématocrite mesuré à Hamilton, elle s'y refuse.

### Affaire Duquette
Peu après, un autre scandale lié au dopage au Québec connaît de nouveaux développements. L'affaire avait été rendue publique le 3 février 2003, lors de la comparution devant le comité de discipline du Collège des médecins du Québec d'un praticien montréalais, le docteur Maurice Duquette. Celui-ci se voyait accusé d'avoir 
prescrit sans justification médicale de l'Eprex, forme commerciale de l'EPO, à des sportifs québécois de haut niveau. Le 10 novembre 2003, le Dr Duquette reconnaît devant le comité de discipline avoir prescrit de l'EPO de manière contre-indiquée à une cycliste québécoise de premier plan. Le nom de celle-ci ne peut être révélé par la presse en raison d'une ordonnance de non-publication. Dès le lendemain de sa première déposition, le médecin revient sur sa déclaration dans un courrier adressé à la cycliste mise en cause.
Le 17 novembre 2003, Geneviève Jeanson révèle au cours d'une conférence de presse qu'elle est la personne citée par le docteur Duquette. Elle nie énergiquement toute consommation de produits dopants : « Je n’ai jamais pris d’EPO, ni d’aucune substance interdite dans le sport. Jamais. ». Elle se montre toutefois incapable de répondre à certaines questions des journalistes. Ainsi, elle affirme avoir consulté le docteur Duquette pour une simple anémie, mais ne répond pas lorsqu'on lui demande pourquoi le médecin ne lui a pas suggéré de consulter un hématologue qui aurait été plus à même de la conseiller pour son problème. D'autre part elle refuse toujours de dévoiler la valeur exacte de l'hématocrite qui l'a mise hors-course aux championnats du monde.

### Problème de licence
Le 24 février 2004, on apprend que Geneviève Jeanson n'a toujours pas obtenu de licence de la fédération québécoise des sports cyclistes (FQSC), ce qui l'empêche de débuter normalement sa saison. Son équipe, RONA, évoque un simple retard administratif. Peu après, il est annoncé que la cycliste québécoise s'est finalement séparée de sa fédération et a pris une licence auprès de la fédération américaine (USA cycling). La raison du problème annoncée par la fédération québécoise diffère de celle avancée par RONA : la commission mise en place pour étudier les circonstances de l'affaire des championnats du monde n'aurait pas été satisfaite des explications présentées par Geneviève Jeanson, et aurait donc décidé de retarder l'établissement de sa licence. La cycliste assure de son côté avoir fourni toutes les garanties nécessaires.

### Contrôle « oublié » à la Flèche wallonne
Elle est une nouvelle fois mise en cause à l'édition 2004 de la Flèche wallonne féminine. Avant de prendre départ, elle apprend que son hématocrite est de 49,5 %, un taux supérieur à la limite de 47 % pour les féminines ; toutefois l'analyse de l'échantillon B révèle un taux licite de 44,9 %, ce qui lui permet de concourir. Mais à l'issue de la course, elle omet de se rendre au contrôle antidopage. Cet oubli peut lui coûter cher, car il est considéré comme équivalent à un contrôle positif, ce qui la rend passible d'une suspension pouvant aller jusqu'à 6 mois. Finalement, elle n'est punie que d'un simple avertissement.

### Suspension et fin de carrière

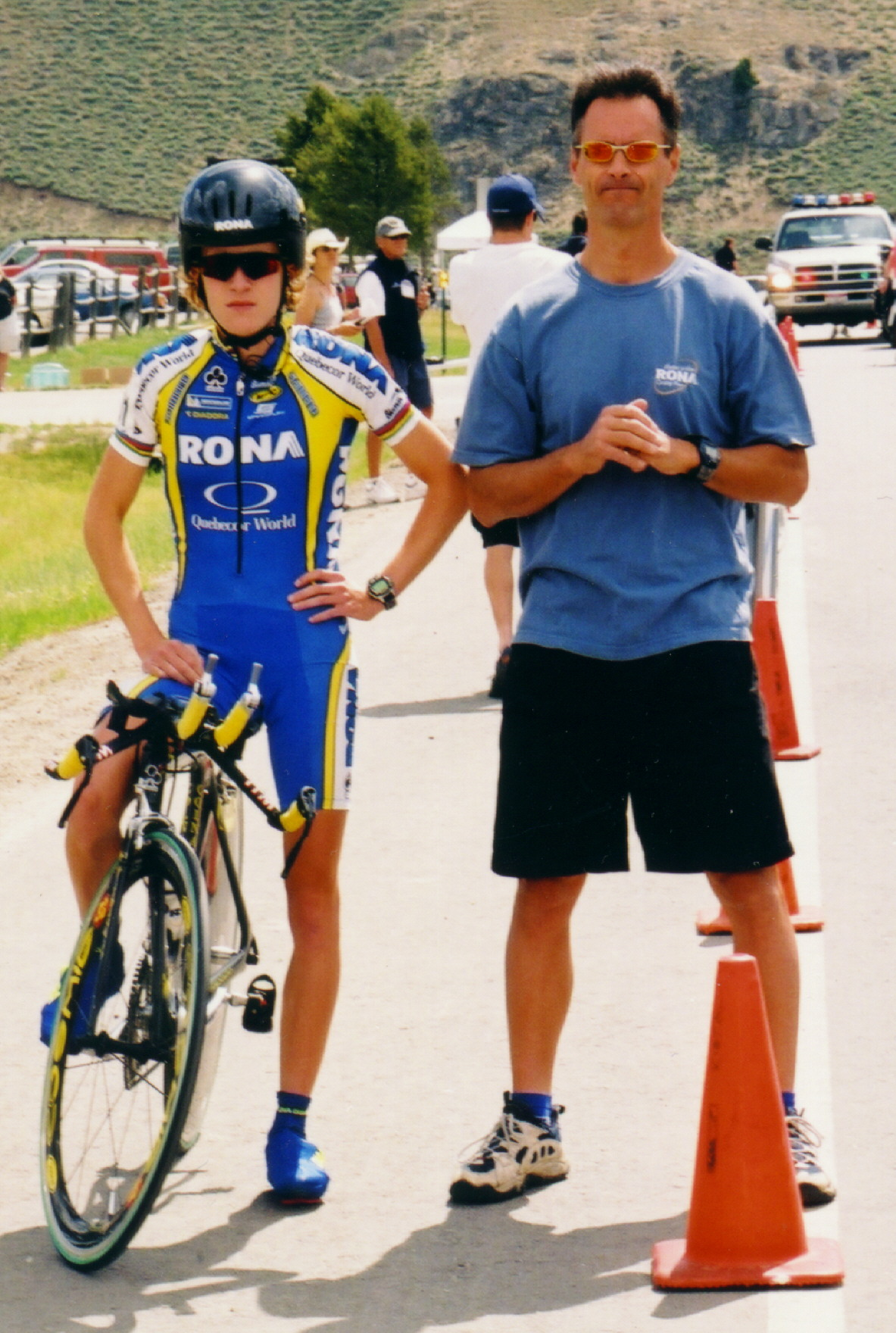
Jeanson avec son entraineur André Aubut.

Après quelques mois au cours desquels la cycliste peut concourir sans défrayer la chronique, un nouveau coup de théâtre se produit début 2006 : il apparaît qu'elle se trouve sous le coup d'une suspension à vie. En effet, elle a été contrôlée positive à l'EPO au Tour de Toona en juillet 2005. L'affaire de la Flèche wallonne étant considérée comme un premier écart, elle risque la sanction réservée aux récidivistes, la suspension à vie. En réponse, Geneviève Jeanson annonce qu'elle met un terme à sa carrière, mais continue de clamer son innocence. Selon son avocat, elle serait « une créature d'exception » dont les particularités physiologiques expliqueraient la succession de résultats médicaux anormaux qui la frappent.
La sanction tombe fin novembre 2006 : à la suite d'un compromis, Geneviève Jeanson est suspendue pour deux ans à compter à partir de la date de saisie de son échantillon positif, soit le 25 juillet 2005. Le compromis permet d'éviter une longue et coûteuse procédure ; en échange, la cycliste reconnaît le résultat du contrôle, mais non le fait d'avoir pris de l'EPO. 
De fait cette suspension annule sa victoire au Tour de Toona, obtenue grâce aux bonifications lors du critérium clôturant la course le 31 juillet 2005. 
À la suite du compromis, Geneviève Jeanson semble envisager un temps de reprendre la compétition : « J’ai 25 ans et j’ai encore de bonnes années devant moi. En acceptant l’offre de la USADA, je viens de prendre une difficile décision. Les autres décisions attendront. » Cependant, le 20 décembre 2006, elle confirme l'arrêt de sa carrière.

### Confession médiatique
Le 20 septembre 2007, dans le cadre de l'émission Enquête, la Télévision de Radio-Canada diffuse un reportage intitulé Le Secret de Geneviève Jeanson. L'émission, basée sur une série d'entretiens avec la sportive, montre comment l'équipe de télévision est parvenue à lui faire avouer la vérité. Elle y révèle en effet finalement s'être dopée à l'EPO depuis l'âge de 16 ans. L'EPO lui aurait bel et bien été prescrite par le docteur Duquette, avec l'assentiment de son entraîneur André Aubut et de son père Yves Jeanson.

## Palmarès

### Palmarès par année
- 1998
  -  Championne du Canada sur route juniors
  -  Championne du Canada du contre-la-montre juniors
  -  Médaillée de bronze du championnat du monde du contre-la-montre juniors

- 1999
  -  Championne du monde sur route juniors
  -  Championne du monde du contre-la-montre juniors
  - Killington Stage Race
  - Mount Washington Hillclimb
  - 2e du Fitchburg Longsjo Classic

- 2000
  - Flèche wallonne féminine
  - Coupe du monde cycliste féminine de Montréal
  - Tour de Snowy
    - Classement général
    - 4e étape

  - 2e du championnat du Canada du contre-la-montre
  - 2e du Mount Washington Hillclimb

- 2001
  - Redlands Classic :
    - Classement général
    - 1re (contre-la-montre), 3e (contre-la-montre), 4e et 6e étapes

  - Tucson Bicycle Classic :
    - Classement général
    - 1re (contre-la-montre), 2e et 3e étapes

  - Tour of the Gila :
    - Classement général
    - 1re (contre-la-montre), 2e, 3e et 5e étapes

  - Tour de Toona :
    - Classement général
    - Prologue et 4e étapes

  - 2e et 3e étapes de la Fitchburg Longsjo Classic
  - Mount Washington Hillclimb
  - Valley of the Sun Stage Race :
    - Classement général
    - 1re (contre-la-montre) et 2e étapes

  - 2e du championnat du Canada du contre-la-montre
  - 3e du championnat du Canada sur route

- 2002
  -  Championne du Canada du contre-la-montre
  - 5e étape du Women's Challenge
  - 1re étape de la Redlands Classic (contre-la-montre)
  - Tucson Bicycle Classic :
    - Classement général
    - 1re (contre-la-montre) et 2e étapes

  - Tour of the Gila :
    - Classement général
    - 1re (contre-la-montre), 2e, 3e et 5e étapes

  - Mount Washington Hillclimb
  - Valley of the Sun Stage Race :
    - Classement général
    - 1 étape

  - Prologue du Tour du Grand Montréal
  - 1 étape de la Sea Otter Classic
  - 2e du Redlands Classic
  - 2e de la Women's Challenge
  - 3e de la Coupe du monde cycliste féminine de Montréal

- 2003
  -  Championne du Canada sur route
  - Pomona Valley Stage Race :
    - Classement général
    - 1re (contre-la-montre) et 2e étapes

  - Redlands Classic :
    - Classement général
    - Prologue, 2e, 3e et 5e étapes

  - Sea Otter Classic :
    - Classement général
    - 1re et 2e (contre-la-montre) étapes

  - Tour of the Gila :
    - Classement général
    - 1re, 2e et 3e étapes

  - Coupe du monde cycliste féminine de Montréal
  - Prologue du Tour du Grand Montréal
  - 1re (contre-la-montre) et 4e étapes du Tour de Toona
  - Mount Washington Hillclimb
  - 2e du Tour de Toona
  - 2e du championnat du Canada du contre-la-montre
  - 5e du championnat du monde du contre-la-montre

- 2004
  - Prologue et 1re étape de la Redlands Classic
  - Coupe du monde cycliste féminine de Montréal
  - 4e étape du Tour de Toona
  - 2e de la Redlands Classic

- 2005
  -  Championne du Canada sur route
  - 1re étape du Tour of the Gila (contre-la-montre)
  - Coupe du monde cycliste féminine de Montréal
  - Tour de Toona
  - 2e du Tour of the Gila
  - 2e du championnat du Canada du contre-la-montre
  - 3e de la Valley of the Sun Stage Race

### Classements mondiaux
- 2001 : 24e du classement par points de l'UCI
- 2002 : 27e du classement par points de l'UCI
- 2003 : 16e du classement par points de l'UCI
- 2004 : 35e du classement par points de l'UCI
- 2005 : 29e du classement par points de l'UCI